# 顺涧水库
顺涧水库是中国河南省焦作市孟州市境内的一座水库，位于汲水河上，建于1958年。水库正常库容为1548万立方米，集雨面积为31平方千米，海拔为150.5米。